# Goldbrunner Sándor
Goldbrunner Sándor, németül, szlovákul Alexander Goldbrunner, leginkább Bakabánya, Körmöcbánya, Selmec- és Bélabánya és Újbánya főispánjaként ismert személyiség Selmecbányán (ma: Banská Štiavnica) a 19. században.
Selmecbányán, 1807. február 12-én volt keresztelve Alexander Michael névre. Szülei Goldbrunner Mihály (Michael Goldbrunner) polgár és Vürtenberger Erzsébet (Elisabetha Vürtenberger) voltak.
Elhunyt Selmecbányán, 1898. október 5-én, életének 92. évében. Ez év október 7-i temetéséről a Selmeczbányai Hiradó (Selmecz- és Bélabánya szabad kir. város hivatalos közlönye) 42. (október 13-i) száma számolt be részletesen.